# Ierland op het Eurovisiesongfestival 2000
Ierland nam deel aan het Eurovisiesongfestival 2000 in Stockholm, Zweden.
Het was de 34ste deelname van Ierland aan het festival.
De nationale omroep RTE was verantwoordelijk voor de bijdrage van Ierland voor 2000.

## Selectieprocedure
De Ierse nationale finale werd gehouden op 20 februari 2000 in de studio's van de nationale omroep RTE en werd uitgezonden door de RTÉ, gepresenteerd door Mary Kennedy.
Acht acts deden mee in de finale en de winnaar werd gekozen door regionale jury's.

| Volgorde | Lied                                  | Artiest         | Punten | Plaats |
| -------- | ------------------------------------- | --------------- | ------ | ------ |
| 1        | "Millennium of Love"                  | Eamonn Toal     | 76     | 1ste   |
| 2        | "Why Did You Have to Go?"             | Karl Power      | 30     | 8ste   |
| 3        | "All in a Lifetime"                   | Liz Fletcher    | 48     | 4de    |
| 4        | "When You Are Near"                   | Shimma          | 55     | 3de    |
| 5        | "Shine"                               | Lisa Stanley    | 34     | 6de    |
| 6        | "Journey to the Center of Your Heart" | Gavin McCormack | 31     | 7de    |
| 7        | "Feel Good Emotion"                   | Audrey Lynch    | 47     | 5de    |
| 8        | "Crossroads"                          | John Hurley     | 64     | 2de    |

## In Stockholm
In Zweden moest Ierland aantreden als 23ste, na Turkije en voor Oostenrijk.
Op het einde van de puntentelling bleek dat Ierland 6de was geworden met een score van 92 punten.
Nederland en België hadden respectievelijk 3 en 4 punten over voor deze inzending.

### Gekregen punten

#### Finale
| 12 punten              | 10 punten                                            | 8 punten             | 7 punten                      | 6 punten            |
| ---------------------- | ---------------------------------------------------- | -------------------- | ----------------------------- | ------------------- |
|                        | - Malta - Verenigd Koninkrijk                        | - Zwitserland        | - Cyprus - Turkije            | - Noorwegen         |
| 5 punten               | 4 punten                                             | 3 punten             | 2 punten                      | 1 punt              |
| - Denemarken - Kroatië | - België - Estland - Frankrijk - Oostenrijk - Zweden | - Nederland - Spanje | - IJsland - Israël - Roemenië | - Finland - Letland |

### Punten gegeven door Ierland

#### Finale
Punten gegeven in de finale:
| 12 punten | Denemarken |
| 10 punten | Rusland    |
| 8 punten  | Letland    |
| 7 punten  | Estland    |
| 6 punten  | Zweden     |
| 5 punten  | Duitsland  |
| 4 punten  | Noorwegen  |
| 3 punten  | Malta      |
| 2 punten  | Oostenrijk |
| 1 punt    | Nederland  |

1965 · 1966 · 1967 · 1968 · 1969 · 1970 · 1971 · 1972 · 1973 · 1974 · 1975 · 1976 · 1977 · 1978 · 1979 · 1980 · 1981 · 1982 · 1983 · 1984 · 1985 · 1986 · 1987 · 1988 · 1989 · 1990 · 1991 · 1992 · 1993 · 1994 · 1995 · 1996 · 1997 · 1998 · 1999 · 2000 · 2001 · 2002 · 2003 · 2004 · 2005 · 2006 · 2007 · 2008 · 2009 · 2010 · 2011 · 2012 · 2013 · 2014 · 2015 · 2016 · 2017 · 2018 · 2019 · 2020 · 2021 · 2022 · 2023 · 2024 · 2025